# Zsa Zsa Gabor
Zsa Zsa Gabor (hongarès: Zsa Zsa Gábor)  (Budapest, 6 de febrer de 1917 - Los Angeles, 18 de desembre de 2016), nom artístic de Sari Gabor, va ser una actriu estatunidenca d'origen hongarès.

## Biografia
Sari Gabor va néixer el 6 de febrer de 1917 a Budapest, d'una família jueva de la burgesia hongaresa. De molt jove, va debutar a Viena al Theater An der Wien amb l'opereta Der singende Traum.

### Carrera

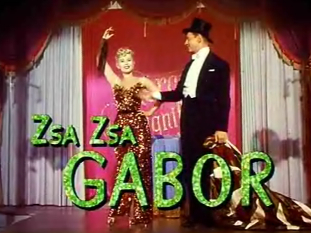
Zaza Gabor a Lilí (1953).

El 1936, va ser elegida Miss Hongria després, empesa per la seva mare Jolie Gabor, va provar sort a Hollywood.
Però no va ser fins a la dècada de 1950, casada amb l'actor George Sanders, que va començar realment la carrera quan va aparéixer en un programa de televisió, Bachelor's Haven, que la va impulsar al davant de l'escenari. Mervyn LeRoy li va donar un paper al musical Les Rois de la couture (1952). Continua amb diverses pel·lícules, sovint com a estrella convidada: Cinc matrimonis de prova d'Edmund Goulding (1952) on comparteix el cartell amb Ginger Rogers i Marilyn Monroe, Lilí (1953) de Charles Walters on actua al costat de Leslie Caron. També va tenir un petit paper a Touch of Evil d'Orson Welles (1958) i especialment Moulin Rouge (1952) de John Huston. A Europa, on és molt popular per la seva vida privada, actua amb Fernandel a L'Ennemi public nº 1 d'Henri Verneuil i a Sang et Lumières amb Daniel Gélin.
És l'estrella de la pel·lícula Queen of Outer Space (1958), l'acció del qual té lloc al planeta Venus. El 1958, va rebre el Globus d'Or a l'actriu més glamurosa (sensualitat, encant). A la dècada de 1960, va aparèixer més a programes de televisió que al cinema Torna a l'escenari de Broadway als anys 1970 a Forty Carats, Blithe Spirit de Noël Coward o Arsenic and Old Lace.
Zsa Zsa Gábor és coneguda pel seu estil extravagant, el seu gust per les joies i el luxe i els seus nombrosos matrimonis. Una llegenda de Hollywood, era coneguda tant per la seva vida sentimental com per la seva carrera cinematogràfica.

### Casaments

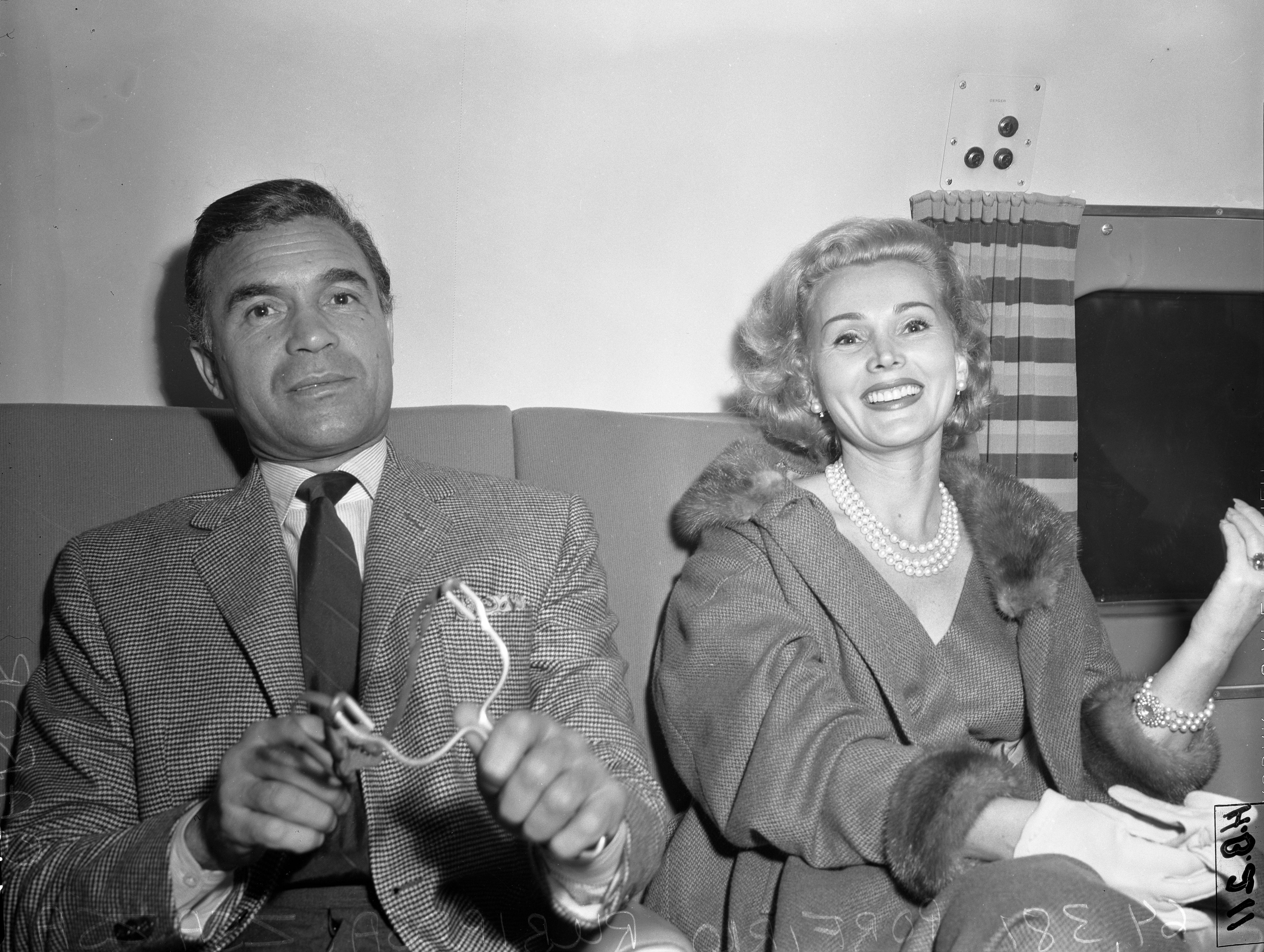
Zsa Zsa Gabor i Porfirio Rubirosa Ariza cap al 1954.

Zsa Zsa Gábor es va casar nou vegades, se'n va divorciar set i un dels seus matrimonis va ser anul·lat:
1. 1937-1941: Burhan Asaf belga, periodista i diplomàtic turc.
2. 1942-1947: Conrad Hilton, fundador dels hotels Hilton, de qui té una filla, Constance Francesca Hilton (1947-2015).
3. 1949-1954: George Sanders que més tard es casaria amb la seva germana Magda Gabor.
4. 1962-1966: Herbert Hutner.
5. 1966-1967: Joshua S. Cosden, Jr.
6. 1975-1976: Jack Ryan; havia participat en el disseny de la nina Barbie.
7. 1976-1983: Michael O'Hara.
8. 1983-1983: Felipe de Alba (anul·lació l'endemà del casament); nascut el 1924, mort el 15 de novembre de 2005.
9. 1986-2016: Frédéric Prinz von Anhalt, príncep alemany no reconegut, nascut el 1943; va indicar que pot ser el pare de Dannielynn Birkhead-Smith (n. 2006), filla d'Anna Nicole Smith (1967 – 2007). Aquesta paternitat va ser invalidada per proves d'ADN.

Afirma que el seu primer amant va ser Atatürk i va tenir relacions amb Sean Connery i Frank Sinatra, especificant, tanmateix, que va rebutjar els intents de John F. Kennedy, Elvis Presley, John Huston i Henry Fonda.

### Parentiu
Zsa Zsa (Sari) Gabor és germana de Magda Gabor (1915-1997) i d'Eva Gabor (1919-1995). De les tres germanes, només Zsa Zsa va tenir una filla, Constance Francesca Hilton, nascuda el 1947 del seu matrimoni amb Conrad Hilton, el fundador de la cadena hotelera Hilton, que va morir el 5 de gener de 2015 d'un atac de cor a l'Hospital Cedars-Sinai de Los Angeles.

### Salut
L'any 2002, Zsa Zsa Gabor va quedar parcialment paralitzada arran d'un accident de trànsit. El 2005, va tenir un ictus i a partir d'aleshores es va moure en cadira de rodes.
L'estiu del 2010, als 93 anys, després d'haver caigut del llit, va haver de portar una pròtesi de maluc. Va sortir de l'hospital al cap de tres setmanes, va tornar dos dies després, patint. Els metges li van treure coàguls de sang. va demanar un sacerdot i va rebre l'extrema onció. El seu marit, a diferència de la seva filla, encara la considera en perill. Per la seva banda, demana insistentment el seu retorn a casa i rebutja qualsevol nova operació, mentre els metges volen operar-li el fetge.
El gener de 2011, li van amputar gairebé tota la cama dreta durant una nova hospitalització per superar una infecció. Uns dies abans del seu 94è aniversari, el11 de febrer de 2011, va tornar a ser hospitalitzada, en estat greu, per una infecció pulmonar. El 29 de març de 2011, va ser portada de nou a la sala d'urgències del Ronald Reagan UCLA Medical Center de Los Angeles, amb greus problemes de pressió arterial i pulmonars, després d'assabentar-se de la mort de la seva gran amiga, Elizabeth Taylor. El 17 de maig de 2011, l'actriu torna a ser ingressada a l'hospital, aquesta vegada per una infecció estomacal; va caure en coma però va recuperar la consciència el 24 de maig següent.

### Mort
Zsa Zsa Gabor va morir d'un atac de cor el 18 de desembre de 2016, als 99 anys, a casa seva de Los Angeles, dos mesos abans del seu centè aniversari, envoltada de la seva família, amics i el darrer marit, Frédéric Prinz von Anhalt.

## Filmografia

### Cinema
- 1952: Lovely to Look At de Mervyn LeRoy: Zsa Zsa
- 1952: We're Not Married! d'Edmund Goulding: Eve Melrose
- 1952: Moulin Rouge de John Huston: Jane Abril
- 1953: The Story of Three Loves de Vincente Minnelli: flirt al bar
- 1953: Lilí, de Charles Walters: Rosalie
- 1953: L'Ennemi public nº 1 d'Henri Verneuil: Éléonore, anomenada «Lola», la rossa
- 1954: Sangre y luces: Marilena
- 1954: 3 Ring Circus, de Joseph Pevney: Saadia
- 1954: Ball der Nationen: Vera van Loon
- 1956: Death of Scoundrel: Mme Ryan
- 1958: The Man Who Wouldn't Talk: Eve Trent
- 1958: Touch of Evil d'Orson Welles: la patrona
- 1958: Queen of Outer Space: Talleah
- 1959: For the First Time de Rudolph Maté: Gloria De Vadnuz
- 1960: La contessa azzurra: Loreley
- 1962: Boys Night Out: l'amiga del cap
- 1962: The Road To Hong Kong de Norman Panama: cameo
- 1966: Picture Mommy Dead: Jessica Shelley
- 1966: Drop Dead Darling: Gigi
- 1972: Up the Front: Mata Hari
- 1976: Won Ton Ton, the Dog Who Saved Hollywood de Michael Winner: una star
- 1978: Every Girl Should Have One de Robert Hyatt : Olivia Wayne
- 1984: Frankenstein's Great Aunt Tillie: Clara
- 1986: Charlie Barnett's Terms of Enrollment: una star hongaresa
- 1987: Malson a Elm Street 3 (A Nightmare on Elm Street 3): de Chuck Russell: ella mateixa
- 1987: Johann Strauß – Der König ohne Krone de Franz Antel: Baronne Amelie
- 1990: Happily Ever After: Blossom (veu)
- 1991: Agafa-ho com puguis 2 1/2. Ella mateixa
- 1993: The Naked Truth de Nico Mastorakis: la steward

### Televisió
- 1955: Climax! (sèrie): princesse Stéphanie / Mme Florizel
- 1956: The Ford Television Theatre (sèrie): Dara Szabo
- 1956-1958: Matinee Theatre (sèrie): Mme Brillon / Eugenia
- 1957: The Life of Riley (sèrie): Gigi
- 1957: Playhouse 90 (sèrie): Erika Segnitz / Marta Lorenz
- 1959: Lux Playhouse (sèrie): Helen
- 1960: Make Room for Daddy (sèrie): Lisa Laslow
- 1963: The Dick Powell Show (sèrie): una noia
- 1963-1964: Burke's Law (sèrie): Anna / comissària Ilona Buda
- 1965: Gilligan's Island (sèrie): Erika Tiffany Smith
- 1966: F Troop (sèrie): Marika
- 1966: The Rounders (sèrie): Ilona Robson
- 1967: Bonanza (sèrie): Madame Marova
- 1968: Batman  (sèrie): Minerva
- 1968: The Name of the Game (sèrie): Mira Retzyk
- 1969: Bracken's World (sèrie): cameo
- 1971: Night Gallery (sèrie): Sra. Moore
- 1979: Supertrain (sèrie): Audrey
- 1980: Hollywood, ich komme (telefilm): Stargast
- 1980: The Love Boat (sèrie): Annette
- 1981: The Facts of Life (sèrie): comtesse Calvet
- 1981: As the World Turns (sèrie): Lydia Marlowe
- 1982: Costa oest (sèrie): ella mateixa
- 1983: Matt Houston (sèrie): Zizi
- 1990: City  (sèrie): Babette Croquette
- 1991: The Fresh Prince of Bel-Air (sèrie): Sonya Lamor

## Publicació
- (anglès) Zsa Zsa Gábor et Wendy Leigh, One lifetime is Not Enough, Delacorte Pr., 1991. [présentation en ligne] ISBN 0038529882 i ISBN 978-0038529889